# قانون و مقررات (فیلم)
قانون و مقررات (به هندی: Kayda Kanoon) فیلمی محصول سال ۱۹۹۳ و به کارگردانی پرادیپ مانی است. در این فیلم بازیگرانی همچون آکشی کومار، آشوینی بیهیو، سادش بری، تینو آناند، پارش راوال، آریونا ایرانی، آجیت واچانی و قادرخان ایفای نقش کرده‌اند.